# Вітвіцький Микола Станіславович
Микола Станіславович Вітвіцький (нар. 22 вересня 1976, Одеса) — український футболіст, що грав на позиції захисника. Відомий за виступами насамперед у клубі вищої ліги «Чорноморець» з Одеси.

## Клубна кар'єра
Микола Вітвіцький народився в Одесі, й розпочав займатися футболом у місцевій СДЮШОР при клубі«Чорноморець». У професійному футболі розпочав виступи у складі команди першої ліги СК «Одеса» у 1993 році, однак зіграв у складі команди лише 2 матчі. У сезоні 1994—1995 років Вітвіцький грав у складі команди третьої ліги «Дністровець». У сезоні 1995—1996 років футболіст грав у складі команди другої ліги «Портовик» з Іллічівська. З 1996 року Вітвіцький грав у аматорських командах «Атлант» (Цебрикове), «Рибак» і «Сигнал» з Одеси. У 2000 році гравець перейшов до найсильнішого клубу свого рідного міста «Чорноморець», у якому до кінця сезону зіграв 4 матчі у вищій лізі, після чого одеська команда вибула до першої ліги, й Вітвіцький грав у складі «Чорноморця» вже в першій лізі до 2002 року, щоправда більшість часу проводив у складі фарм-клубу команди «Чорноморець-2».
На початку 2003 року Микола Вітвіцький перейшов до складу команди першої ліги «Електрометалург-НЗФ» з Нікополя, а за півроку перейшов до складу команди другої ліги «Дністер» з Овідіополя. На початку 2005 року гравець перейшов до клубу першої ліги «Поділля» з Хмельницького, в якому грав до кінця 2006 року. На початку 2007 року Вітвіцький грав у складі команди першої ліги «Спартак» з Івано-Франківська, пізніше в 2007 році грав за аматорську одеську команду «Іван». У кінці 2007 року футболіст знову став гравцем овідіопольського «Дністра», який на той час грав уже в першій лізі, й у кінці 2008 року завершив виступи в професійних командах.